# Elabužskij rajon
L'Elabužskij rajon (in russo Зеленодольский район?, in tataro: Зеленодо́л районы́ o Яше́л Үзә́н районы́) è un municipal'nyj rajon della Repubblica Autonoma del Tatarstan, in Russia. Istituito il 10 agosto 1930, occupa una superficie di 1 401,7 chilometri quadrati, conta 85 475 abitanti ed è suddiviso in una città e 15 comuni rurali. Il centro amministrativo è la città di Elabuga. Il territorio del distretto si trova sul bacino dei fiumi Kama e Vjatka.